# Orlik hinduski
Orlik hinduski (Clanga hastata) – gatunek dużego ptaka z rodziny jastrzębiowatych (Accipitridae) występujący w południowej Azji. Wyodrębniony niedawno z Aquila pomarina.
Zasięg występowania
Występuje na nizinach w Indiach, zwłaszcza północnych, Nepalu i Mjanmie. Jego obecność w Pakistanie jest kwestionowana, a w Bangladeszu być może wymarł. Na początku XXI wieku odnotowano kilka stwierdzeń w Kambodży.
Morfologia
Długość ciała to około 60–65 cm, a rozpiętość skrzydeł dochodzi do 1,5 m. Ma stosunkowo jasne zabarwienie piór.
Ekologia i zachowanie
Występuje na terenach otwartych, w tym obszarach rolniczych, na terenach podmokłych, w otwartych lasach i na polanach leśnych, niekiedy nawet w miejskich parkach. Jest to ptak osiadły.
Gniazdo to okrągła, płaska konstrukcja umieszczona w rozwidleniu gałęzi w pobliżu wierzchołka drzewa. Budowane jest głównie przez samicę, choć samiec od czasu do czasu przynosi patyki, które samica układa w gnieździe. W zniesieniu zwykle jedno jajo, czasem dwa. Wysiadują oboje rodzice, przy czym samica przez większość dnia; okres inkubacji trwa co najmniej 31 dni. Samiec poluje i przynosi pożywienie do gniazda; samica karmi młode i zaczyna polować dopiero w siódmym tygodniu po wykluciu się piskląt. W jednym ze zbadanych gniazd okres od wyklucia do opuszczenia gniazda przez młode trwał 71 dni.
Żywi się głównie ssakami, ale także ptakami, gadami i żabami.
Status
Międzynarodowa Unia Ochrony Przyrody (IUCN) uznaje orlika hinduskiego za gatunek narażony na wyginięcie (VU – vulnerable) nieprzerwanie od 2004 roku, kiedy to został po raz pierwszy sklasyfikowany po wydzieleniu z A. pomarina. Liczebność populacji szacuje się na 2500–9999 dorosłych osobników. Trend liczebności populacji uznaje się za spadkowy.